# Route nationale 65 (Estonie)
Pour les articles homonymes, voir Route nationale 65.
La route nationale 65 (Tugimaantee 65) est une route nationale estonienne reliant Võru à Räpina. Elle mesure 44 km.

## Tracé
- Comté de Võru
  - Võru
  - Võrumõisa (et)
  - Puusepa (en)
  - Kääpa (et)
  - Listaku (et)
  - Pindi (et)
  - Paidra (en)
- Comté de Põlva
  - Leevi (en)
  - Jõeveere (en)
  - Vinso (en)
  - Viluste (en)
  - Veriora
  - Pahtpää (en)
  - Kirmsi (en)
  - Rahumäe (en)
  - Sillapää (en)
  - Räpina